# Atletica leggera ai Giochi della XXVIII Olimpiade - Lancio del martello femminile

Video della Finale (Olga Kuzenkova)

Video della Finale (Yipsi Moreno)

Video della Finale (Yunaika Crawford)

Il lancio del martello ha fatto parte del programma di atletica leggera femminile ai Giochi della XXVIII Olimpiade. La competizione si è svolta nei giorni 23 e 25 agosto 2004 allo Stadio Olimpico di Atene.

## Presenze ed assenze delle campionesse in carica
| Competizione         | Atleta             | Prestazione | Atene 2004 |
| -------------------- | ------------------ | ----------- | ---------- |
| Olimpiadi 2000       | Kamila Skolimowska | 71,16 m     | Presente   |
| Europei 2002         | Ol'ga Kuzenkova    | 72,94 m     | Presente   |
| Asiatici 2002        | Gu Yuan            | 70,49 m     | Presente   |
| Coppa del mondo 2002 | Gu Yuan            | 70,75 m     | Presente   |
| Panamericani 2003    | Yipsi Moreno       | 74,25 m     | Presente   |
| Mondiali 2003        | Yipsi Moreno       | 73,33 m     | Presente   |
|                      |                    |             |            |
| Mondiali junior 2000 | Ivana Brkljačić    | 62,22 m     | Presente   |

1. ↑  Sotto la bandiera della Cina.

## Turno eliminatorio
Qualificazione68,50 m
Undici atlete ottengono la misura richiesta. Viene ripescato il miglior lancio.
La migliore prestazione è di Ol'ga Kuzenkova, con 73,71 m, nuovo record olimpico.

## Finale
Stadio olimpico, mercoledì 25 agosto, ore 22:10.
La favorita Ol'ga Kuzenkova spara subito un lancio a 73,18 per far capire che chi vuole vincere deve fare i conti con lei. Oltre alla russa, solo Yunaika Crawford supera i 70 metri al primo turno (70,98). La Kuzenkova incrementa il suo vantaggio al secondo turno (74,27). Entra in gara Yipsi Moreno, che dopo un nullo scaglia la palla di ferro a 72,68: è seconda. La Crawford si migliora a 71,43. Al terzo turno la Kuzenkova continua la sua progressione: 75,02. È la sua migliore prestazione dell'anno; la russa mette una grossa ipoteca sul titolo. La Moreno fa un altro nullo e la Crawford la supera (73,16).

Al quinto turno la Moreno replica con 73,36, tornando al secondo posto. La cubana tenta il tutto per tutto, ma il suo ultimo lancio si infrange contro la rete di protezione.
| Pos | Paese       | Atleta             | Misura  |
| --- | ----------- | ------------------ | ------- |
|     | Russia      | Ol'ga Kuzenkova    | 75,02 m |
|     | Cuba        | Yipsi Moreno       | 73,36 m |
|     | Cuba        | Yunaika Crawford   | 73,16 m |
| 4   | Germania    | Betty Heidler      | 72,73 m |
| 5   | Polonia     | Kamila Skolimowska | 72,57 m |
| 6   | Bielorussia | Olga Zander        | 72,27 m |
| 7   | Cina        | Zhang Wenxiu       | 72,03 m |
| 8   | Ucraina     | Iryna Sekačova     | 70,40 m |

È stata la gara a più alto contenuto tecnico della storia: ben otto finaliste hanno superato i 70 metri.